# حسینیه حسن شتر
حسینیه حسن شتر مربوط به دوره متأخر اسلامی دوره قاجار است و در یزد، خیابان انقلاب، کوچه شیخداد، کوچه اول سمت راست، حسینیه حسن شتر واقع شده و این اثر در تاریخ ۲۲ آبان ۱۳۸۶ با شمارهٔ ثبت ۱۹۹۰۲ به‌عنوان یکی از آثار ملی ایران به ثبت رسیده است.